# Paidia rica
Écaille gris-souris
Espèce
Paidia rica, l’Écaille gris-souris, est une espèce de papillons nocturnes de la famille des Erebidae. 

## Répartition
Paidia rica se rencontre dans le Sud et le centre de l'Europe.

## Description

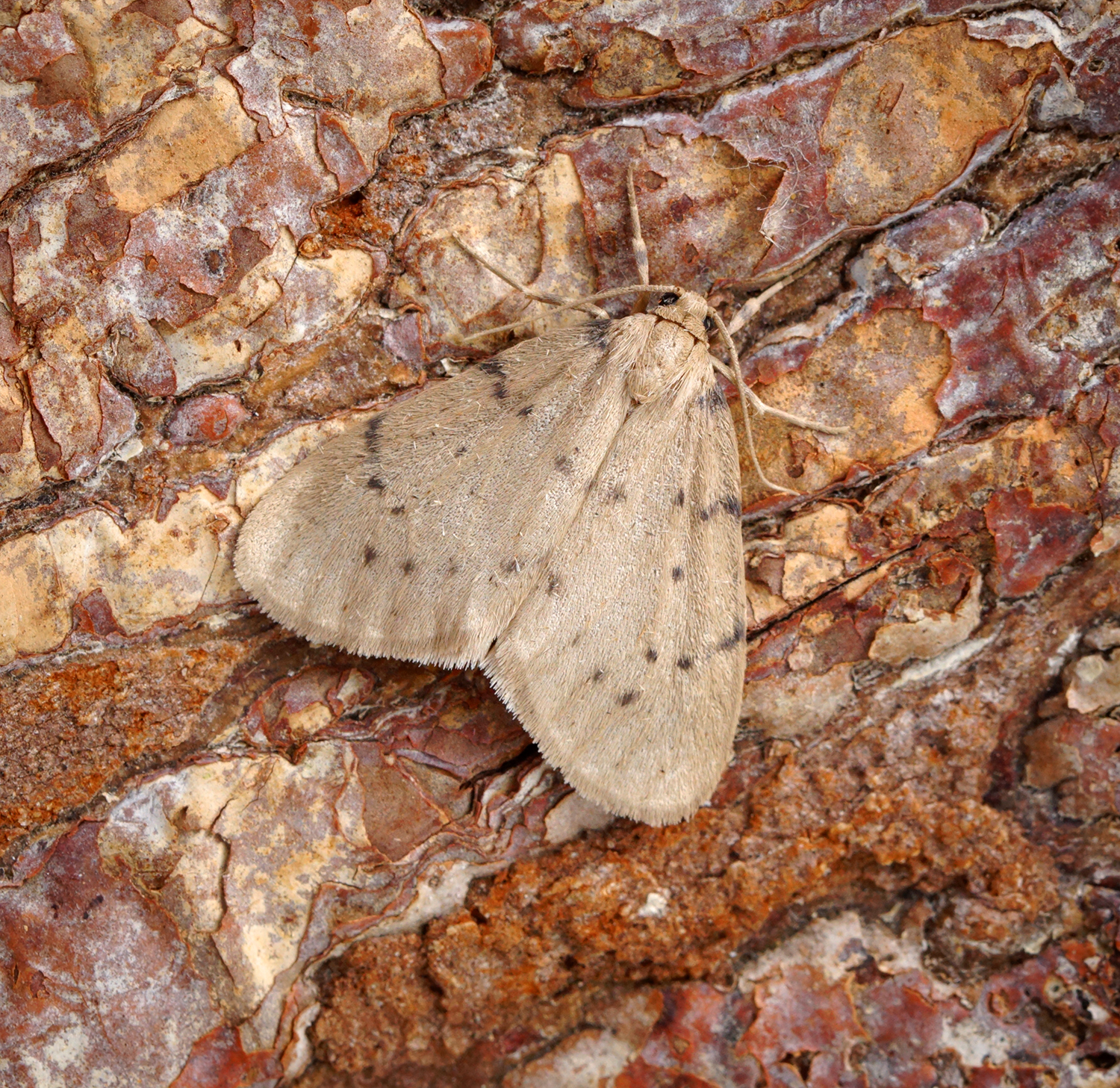
Imago de l'Écaille gris-souris.

Son envergure est de 28 à 33 mm. L'aile antérieure gris souris à gris brunâtre clair, avec deux lignes transversales de points bruns, et un petit point discal.
La sous-espèce fuliginosa, de la Sierra Nevada (Espagne), est un peu plus foncée avec des dessins plus prononcés à l'aile antérieure.
La sous-espèce lusitanica du Nord du Portugal et décrite par Patrice Leraut, a les dessins noirs très accentués sur l'aile antérieure, le thorax est également plus foncé.

## Biologie
La période de vol se situe de juin à août en une génération par an.
Les chenilles se nourrissent d'algues (notamment des espèces de Pleurococcus) et de lichens.

## Liste des sous-espèces
- Paidia rica rica
- Paidia rica fuliginosa Reisser, 1928
- Paidia rica lusitanica Leraut, 2006

## Classification
Le nom valide complet (avec auteur) de ce taxon est Paidia rica (Freyer, 1858).
L'espèce a été initialement classée dans le genre Lithosia sous le protonyme Lithosia rica Freyer, 1855.
Ce taxon porte en français les noms vernaculaires ou normalisés suivants : Écaille gris-souris,.
Paidia rica a pour synonymes :
- Bombyx rica Freyer, 1858
- Lithosia rica Freyer, 1855
- Nudaria murina (Hübner, 1790)
- Paida murina (Hübner, 1790)
- Phalaena murina Hübner, 1790